# ساعين غربية
ساعين غربية قرية سوريّة تتبع إداريّاً لمحافظة طرطوس منطقة طرطوس ناحية طرطوس، بلغ تعداد سكانها ؟؟؟ نسمة حسب التعداد السكاني لعام 2004.